# ニーノシュク
ニーノシュク または ニーノルスク（nynorsk, 「新ノルウェー語」の意）は、ブークモール（bokmål, 「書籍の言葉」の意）とならんでノルウェーで公認されている文語（書き言葉）。亜種として høgnorsk（仮転写: ヘーグノシュク） がある。
イーヴァル・オーセンの始めた言文一致運動に由来し、ノルウェー各地で話されている方言を文語に採用したものであり（ブークモールはデンマーク語の文語をノルウェー式にしたものである）、以前はそれぞれ「ランスモール」（landsmål, 土語、田舎の言葉の意）、「リクスモール」（riksmål, 国語、公用語の意） と呼ばれていたが、前者を指す概念として1929年からニーノシュクと称された。独立国家の公用語としてデンマーク語の影響を廃し、都市部の方言ではない方言に規範を求めたという点では、他の国や地域の標準語制定の過程と比較して稀有な事例と言える。とはいえニーノシュクは複数のノルウェー語の諸方言（ランスモール）を統合して政策的に作られたため、形式的には「公用語」ではあるものの、特にブークモールないしブークモールに近い言葉を話すデンマークやスウェーデンに近い東部ノルウェー人の話し言葉とは距離がある。この２つの「共通語」を巡っての論争は決着がついたとは言えず、現在でも書き言葉としての自治体での採用率には偏りが生じている。話し言葉と人口の偏在も相まって使用人口はブークモール（bokmål）が圧倒している。

## 文例
以下に文例を示す。
| ニーノシュク   | Eg kjem frå Noreg     | Kva heiter han?    | Dette er ein hest | Regnbogen har mange fargar  |
| høgnorsk       | Eg kjem frå Noreg     | Kva heiter han?    | Dette er ein hest | Regnbogen hev mange fargar  |
| ブークモール   | Jeg kommer fra Norge  | Hva heter han?     | Dette er en hest  | Regnbuen har mange farger   |
| リクスモール   | Jeg kommer fra Norge  | Hva heter han?     | Dette er en hest  | Regnbuen har mange farver   |
| デンマーク語   | Jeg kommer fra Norge  | Hvad hedder han?   | Dette er en hest  | Regnbuen har mange farver   |
| アイスランド語 | Ég kem frá Noregi     | Hvað heitir hann?  | Þetta er hestur   | Regnboginn hefur marga liti |
| スウェーデン語 | Jag kommer från Norge | Vad heter han?     | Detta är en häst  | Regnbågen har många färger  |
| 英語           | I come from Norway    | What is he called? | This is a horse   | The rainbow has many colors |